# 빌 스태퍼드
윌리엄 찰스 스태퍼드(영어: William Charles Stafford, 1938년 8월 13일~2001년 9월 19일)는 미국의 프로 야구 선수로, 포지션은 투수였다. 1960년부터 1967년까지 메이저 리그 베이스볼(MLB)의 뉴욕 양키스, 캔자스시티 애슬레틱스에서 뛰었다. 1961년부터 1962년까지 2년간 28승을 거뒀으며, 1960년부터 1962년까지 세 시즌 연속 월드 시리즈에 출전했다. 특히 뉴욕 양키스와 샌프란시스코 자이언츠와 맞대결한 1962년 월드 시리즈에서 3차전 승리 투수가 되었다. 2001년 9월에 63세의 나이로 자신의 집에서 심장 마비로 숨을 거뒀다.